# James D. Ackerman
James D. Ackerman ( n. 1950 ) es un botánico estadounidense, especialista en orquídeas.
En 1981 obtuvo su Ph.D. en Biología, en la Florida State University.
Es profesor titular de Biología, del Departamento de Biología, de la Universidad de Puerto Rico.

## Algunas publicaciones
- J. D. Ackerman, m. del Castillo Mayda. 2007. Las orquídeas de Puerto Rico y las Islas Vírgenes / The Orchids of Puerto Rico and the Virgin Islands. Ed. Univ. Pto. Rico

- J. D. Ackerman, w. Carromero. 2005. Is reproductive success related to color polymorphism in a deception-pollinated, tropical terrestrial orchid?. Caribbean Journal of Science 41: 234-242

- J. D. Ackerman, s. Aragón. 2004. Does flower color variation matter in deception pollinated Psychilis monensis (Orchidaceae)?. Oecologia 138: 405-413

- J. D. Ackerman. 2004. Notes on the Caribbean orchid flora. Lankesteriana 4: 47-56

- J. D. Ackerman, e. Lasso. 2004. The flexible breeding system of Werauhia sintenisii, a cloud forest bromeliad from Puerto Rico. Biotropica 36: 414-417

- J. D. Ackerman. 2003. Flowering phenology of Werauhia sintenisii, a bromeliad from the dwarf montane forest in Puerto Rico: an indicator of climate changes?. Selbyana 24: 95-104

- J. D. Ackerman. 2001. Notes on the Caribbean Flora. III. New species of Basiphyllaea and Lepanthes. Lindleyana 16: 13-16

- J. D. Ackerman. 1995. An orchid flora of Puerto Rico and the Virgin Islands. Editor The New York Bot. Garden, 203 pp.

- J. D. Ackerman. 1976. Biosystematic studies in the genus Piperia (Orchidaceae). Editor Humboldt State Univ. 228 pp.

- La abreviatura «Ackerman» se emplea para indicar a James D. Ackerman como autoridad en la descripción y clasificación científica de los vegetales.[1]